# Triangulite
La triangulite è un minerale.